# Niedermeisa

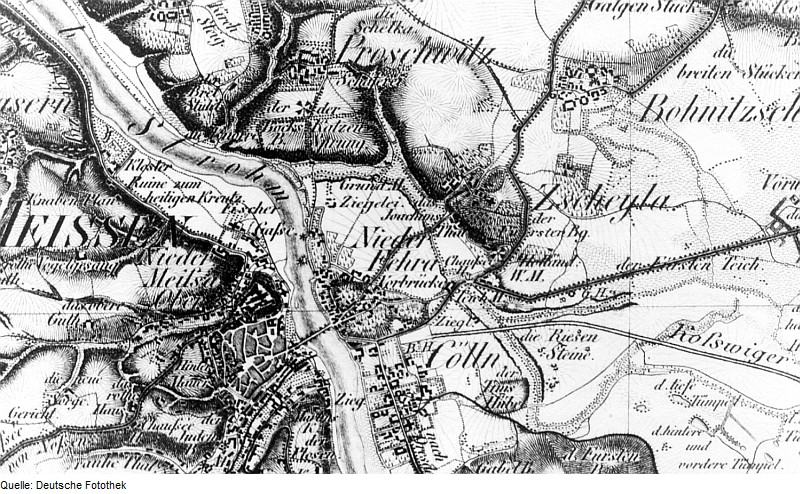
Niedermeisa auf einer Karte aus dem 19. Jahrhundert

Niedermeisa ist eine alte Vorstadt von Meißen. Sie liegt unmittelbar nordwestlich der Altstadt, unterhalb der Albrechtsburg im engen Tal des für die Stadt namensgebenden Flüsschens Meisa. Der Ort erstreckt sich entlang der Meisastraße.

## Geschichte
Der Ortsname hängt zusammen mit der Lage im unteren Bereich des Tals der Meisa, kurz vor deren Mündung in die Elbe. Eine Urkunde erwähnt diesen Bach bereits 1150 als „rivulus qui dicitur Misne“. Im Jahre 1392 wurde eine Örtlichkeit „yn der Mysen“ genannt. Im 15. Jahrhundert heißt das Dörfchen dann „Mittil Missen“ bzw. es ist von einem Ort „in der Mitteln Meissen“ die Rede. Erst im 16. Jahrhundert lautet der Name dann „Nidermeißen“ bzw. „Nider Meißa“. Im Jahr 1791 ist die Schreibweise „Nieder Meißa“ in Gebrauch.
Die Häuslerreihen erstreckten sich auf einer Blockflur, die um 1900 lediglich etwa sechs Hektar groß war. Der in die Meißner St.-Afra-Gemeinde eingepfarrte Ort wurde bereits Mitte des 16. Jahrhunderts als Amtsdorf vom Erbamt Meißen verwaltet, 1856 unterstand er dem Gerichtsamt Meißen. Danach kam Niedermeisa zur Amtshauptmannschaft Meißen, aus der der Landkreis Meißen hervorging. 
Im Jahr 1791 wurde Niedermeisa als Amtsgemeinde bezeichnet, 1834 galt es bereits als Vorstadt von Meißen. Trotz seiner flächenmäßig geringen Größe und seiner Nähe zur Stadt bildete der Ort auf Grundlage der Sächsischen Landgemeindeordnung von 1838 eine selbständige Landgemeinde. Das Niedermeisaer Gemeindesiegel zeigte einen von einer Krone umgebenen Anker. Die Gemeinde Niedermeisa vereinigte sich 1921 mit den anderen nördlich und westlich Meißens gelegenen Vorstädten Fischergasse, Hintermauer und Obermeisa zur Gemeinde Meisatal. Als deren Teil kam Niedermeisa 1928 zu Meißen.
Durch den Neubau des Schottenbergtunnels und die nach dessen Fertigstellung erfolgte Verlegung der Bundesstraße 101 erfuhr Niedermeisa wie das gesamte Meisatal eine deutliche Verkehrsberuhigung.

## Einwohnerentwicklung
| Jahr | Einwohner               |
| ---- | ----------------------- |
| 1547 | 15 Gärtner, 13 Inwohner |
| 1764 | 17 Häusler              |
| 1834 | 298                     |
| 1871 | 335                     |
| 1890 | 417                     |
| 1910 | 480                     |
| 1925 | siehe Meisatal          |

## Persönlichkeiten
- William Otto Bauer (1886–1943), deutscher Handelsreisender und Opfer der NS-Kriegsjustiz